# Raivo Hääl
Raivo Hääl (ur. 23 września 1955 w Tallinnie) – estoński kierowca wyścigowy.

## Biografia
W 1975 roku ukończył Technikum Inżynierii Budowlanej i Mechanicznej w Tallinnie. W roku 1984 zadebiutował w sportach motorowych, rywalizując Estonią 20 w klasie Formuły Easter. Wygrał wówczas wyścig „Złota Jesień” na torze Barawaja, a w mistrzostwach Estonii był szósty. W 1985 roku zadebiutował w pierwszej lidze Sowieckiej Formuły Easter, zajmując na koniec sezonu dwunaste miejsce. W sezonie 1986 Hääl rozpoczął używanie Estonii 21M. Wygrał wówczas wyścig na otwarcie sezonu na torze Bikernieki oraz zdobył mistrzostwo Estonii. W 1988 roku kierowca zmienił pojazd na Estonię 21.10 i rozpoczął rywalizację w Formule Mondial. W mistrzostwach ZSRR Estończyk wygrał wyścig na torze Czajka oraz zdobył wicemistrzostwo serii. Zajął ponadto trzecie miejsce w mistrzostwach Estonii. W sezonie 1989 ścigał się między innymi w Finlandii. Od 1990 roku ścigał się Estonią z silnikiem Volkswagen. W Sowieckiej Formule 1600 Hääl został wtedy sklasyfikowany na czternastym miejscu. W sezonie 1991 był natomiast trzynasty, zdobył również trzecie miejsce w mistrzostwach Estonii. Po 1992 roku zakończył karierę sportową.
W 2014 roku wrócił do wyścigów, rywalizując Chevroletem Camaro. W 2016 roku Hääl zajął trzecie miejsce w mistrzostwach Bałtyku w klasie BO.

## Wyniki
| Legenda oznaczeń w tabelach wyników Wyświetl szablon na nowej stronie | Legenda oznaczeń w tabelach wyników Wyświetl szablon na nowej stronie                                                                     |
| Oznaczenie                                                            | Wyjaśnienie |
| --------------------------------------------------------------------- | --- |
| Złoty                                                                 | Zwycięzca lub mistrzostwo |
| Srebrny                                                               | 2. miejsce lub wicemistrzostwo |
| Brązowy                                                               | 3. miejsce lub II wicemistrzostwo |
| Zielony                                                               | Ukończył, punktował (w klasyfikacji generalnej, gdy zdobył co najmniej jeden punkt na przestrzeni sezonu, poza trzema powyższymi opcjami) |
| Niebieski                                                             | Ukończył, nie punktował (w klasyfikacji generalnej, gdy nie zdobył co najmniej jednego punktu na przestrzeni sezonu)                      |
| Czerwony                                                              | Nie zakwalifikował się (NZ) |
| Czerwony                                                              | Nie prekwalifikował się (NPK) |
| Różowy                                                                | Nie ukończył (NU) |
| Różowy                                                                | Niesklasyfikowany (NS) (w klasyfikacji generalnej, gdy nie został sklasyfikowany w żadnym wyścigu sezonu)                                 |
| Czarny                                                                | Zdyskwalifikowany (DK) |
| Czarny                                                                | Wykluczony (WYK/EX) |
| Biały                                                                 | Nie wystartował (NW) |
| Biały                                                                 | Kontuzjowany (K/INJ) |
| Biały                                                                 | Wyścig odwołany (OD/C) |
| Bez koloru                                                            | Został wycofany (WYC/WD) |
| Bez koloru                                                            | Nie przybył (NP/DNA) |
| Bez koloru                                                            | Nie brał udziału w treningach (NT/DNP) |
| Bez koloru                                                            | Nie został zgłoszony (–) |
| Pogrubienie                                                           | Start z pole position |
| Kursywa                                                               | Najszybsze okrążenie wyścigu |
| †                                                                     | Nie ukończył, ale jego rezultat został zaliczony ze względu na przejechanie więcej niż 90% dystansu wyścigu.                              |
| *                                                                     | Sezon w trakcie |
| 1/2/3                                                                 | Punktowana pozycja w sprincie kwalifikacyjnym                                                                                             |
| Lista systemów punktacji Formuły 1                                    | |

### Sowiecka Formuła Mondial
| Rok  | Zespół         | Samochód      | Silnik     | Wyniki w poszczególnych eliminacjach | Wyniki w poszczególnych eliminacjach | Wyniki w poszczególnych eliminacjach | Pkt. | Msc. |
| ---- | -------------- | ------------- | ---------- | ------------------------------------ | ------------------------------------ | ------------------------------------ | ---- | ---- |
| 1988 |                |               |            |                                      |                                      |                                      | 93   | 2    |
| 1988 | DOSAAF Tallinn | Estonia 21.10 | Łada       | 4                                    | 1                                    | 3                                    | 93   | 2    |
| 1989 |                |               |            |                                      |                                      |                                      | 0    | NS   |
| 1989 | DOSAAF Tallinn | Estonia 21.10 | Łada       | NU                                   | -                                    | -                                    | 0    | NS   |
| 1990 |                |               |            |                                      | Łotwa                                |                                      | 39   | 14   |
| 1990 | DOSAAF Tallinn | Estonia 21.10 | Volkswagen | 6                                    | NU                                   | -                                    | 39   | 14   |
| 1991 |                |               |            |                                      | Łotwa                                |                                      | 39   | 13   |
| 1991 | DOSAAF Tallinn | Estonia 21.10 | Volkswagen | 6                                    | -                                    | -                                    | 39   | 13   |